# Лашкарбеков, Богшо Богшоевич
Богшо Богшоевич Лашкарбеков (6 февраля 1948 — 2 февраля 2014) — советский и российский учёный-иранист.

## Биография
Богшо Лашкарбеков родился 6 февраля 1948 года в селе Зугванд Ишкашимского района Горно-Бадахшанской Автономной Области (ГБАО) Республики Таджикистан. Его отец скончался до его рождения. В семье Богшо Богшоевича 4 братьев Суфи, Рамондод, Мавлодод и Ширинбек.
Богшо Лашкарбеков начал учёбу в начальной школе, но со 2-го класса его отдали в детский дом «Кудакистон» (интернат) в связи с материальными трудностями в семье. Среднюю школу окончил в городе Куляб Хатлонской области Республики Таджикистан.
С 1965 по 1969 гг. учился на факультете иностранных языков Государственного Педагогического Университета в городе Душанбе по специальности «французский язык».
С 1969 по 1970 гг. работал в Главной Редакции Таджикской Советской Энциклопедии в должности редактора отдела литературы.
После годичной службы в рядах Советской армии он поступил на работу в Институт языка и литературы Академии Наук Республики Таджикистан.
В 1973 году он был направлен на стажировку в Ленинградское отделение Института языкознания АН СССР, там же он поступил в аспирантуру (1974—1977 гг.). Специализировался в области изучения иранских языков в синхронном и диахронном аспектах, защитил кандидатскую диссертацию на тему «Ваханский глагол в историческом аспекте» на учёном совете при Институте языкознания Российской Академии наук (диссертация издана в виде монографии в 2018 г. в Москве).
В 1981 году Богшо Богшоевич женился на Шобиби Каландаршоевой. В этом счастливом браке родились 4 детей: Мавлодод, Зафар, Мехрангез и Фарангез.
После окончания аспирантуры с 1986 по 1988 гг. он находился в загранкомандировке в Афганистане, где работал референт-переводчиком в Кабульском медицинском Институте Республики Афганистан.
По возвращении Богшо Богшоевич продолжил работу в научном направлении, став учёным секретарём (1989—1990 гг.) в Институте языка и литературы Академии Наук Республики Таджикистан.
В 1990 г. на год был прикомандирован в Институт языкознания Российской академии наук (ИЯ РАН), а в 1993 г. — в Институт стран Азии и Африки при МГУ (ИСАА МГУ), где продолжал работать над плановыми темами Отдела планирования в институте языка и литературы ИЯЛ. С 1993 по 1995 гг. Богшо Лашкарбеков был старшим преподавателем кафедры таджикского языка Хорогского университета.
В 1995 года Богшо Богшоевич вместе с семьёй переехал в г. Москва (Российская Федерация) и поступил в докторантуру при лаборатории Иранистики ИЯ РАН (1995—1998 гг.).
По окончании докторантуры (1996—2001 гг.) Богшо Богшоевич был принят на работу доцентом кафедры восточных языков Российского Государственного Гуманитарного Университета (РГГУ).
С 1996 по 2001 гг. работал по совместительству доцентом кафедры восточных языков Института Лингвистики РАН.
В 2001 г. был принят на должность старшего научного сотрудника в отдел иранских языков Института Языкознания РАН, где продолжал работать до последних дней.
На протяжении всей научной трудовой деятельности периодически вёл спецкурсы в ВУЗах города Душанбе, руководил и оппонировал дипломные работы студентов, вёл занятия таджикского языка в академических институтах Таджикистана.
Лашкарбековым Б. Б. написано более 50 научных работ, в том числе монография по «Истории ваханского глагола» (в печати); «Становление системы ваханского глагола на трёх стадиях языкового развития» (ВЯ, 1985, № 1), являлся соавтором фундаментального коллективного труда «Сводный словарь памирских языков» (в рукописи). Совместно с коллегами разработал «Проект алфавита для памирских языков». Богшо Богшоевич работал над докторской диссертацией «Ираноязычная топонимия пограничных районов Памиро-Гиндукушского этнолингвистического региона».
Помимо научной работы Богшо Богшоевич внёс весомый вклад и оказал огромное влияние на культурную, религиозную и социальную жизнь  общины памирских таджиков в Москве. В 2001 г. в момент создания РОО «Нур» Богшо Лашкарбеков был избран её руководителем. Под его началом было проведено более 100 мероприятий культурного и религиозного характера на национальном и государственном уровнях; были основаны воскресная школа «Мактаби аҳлок ва маърифат» («Школа этики и морали»), еженедельные семинары для молодёжи, детский лагерь, а также ряд других просветительских мероприятий. Последние годы своей жизни Богшо Богшоевич уделял много времени развитию общины памирских таджиков не только в Москве, но и за её пределами (как в городах России, так и за границей). Богшо Лашкарбеков был знатоком в области культуры различных народов Востока и религий мира, чему и посвятил часть своих исследовательских работ.
Скончался 2 февраля 2014 года в Москве. 

## Список научных трудов
1. Баъзе намунаҳои назми вахонӣ. В кн.: Памирские языки и фольклор. Душанбе: Дониш, 1972.
2. Образцы ваханской народной поэзии. В кн.: Забонҳои помирӣ ва фольклор. Душанбе: Дониш, 1974.
3. Об эргативности в ваханском языке. В кн.: Тезисы доклада конференции молодых учёных. Душанбе, 1974.
4. О говорных различиях ваханского языка. В кн.: Исследования по грамматике языков народов СССР. Москва, 1975.
5. Огласовка основы презенса ваханского языка. В кн.: Памироведение. Вопросы филологии. Душанбе: Дониш, 1975.
6. Типы основ прошедшего времени ваханского глагола в историческом аспекте. В кн.: Лингвистические исследования 1976. Вопросы фонетики, диалектологии и истории языка. Москва, 1976.
7. Сказки народов Памира. В кн.: Советская этнография. № 2. Москва, 1979.
8. К этимологии ваханского глагола tu: tәy и глагольной связки -it. В кн.: Республиканская конференция молодых учёных и специалистов Таджикской ССР, посвящённая 110-летию В. И. Ленина (тезисы докладов). Душанбе, 1980.
9. К этимологии ваханского показателя определённого объекта -i // -әy. В кн.: VIII всесоюзная научная конференция «Актуальные проблемы иранской филологии», посвящённая 60-летию образования СССР (тезисы докладов). Душанбе, 1982.
10. К истории ваханской косвенной конструкции. В кн.: Homepages et opera minora. Vol. VIII, Momentum Georg Morgenstierne II. Leiden, E.G. Brill, 1982.
11. Явления языковой перестройки в ваханском языке (на материале глагольных основ). В кн.: Иранское языкознание. Ежегодник. Москва: Главная редакция восточной литературы издательства «Наука», 1982.
12. Масдар (Инфинитив). В кн.: Таджикская советская энциклопедия. Том IV. Душанбе, 1983.
13. Ваханский глагол в историческом аспекте. Диссертация на соискание учёной степени кандидата филологических наук. Ленинградское отделение института языкознания АН СССР. Ленинград; Душанбе, 1984. Рукопись.
14. Ваханский глагол в историческом аспекте. Автореферат диссертации на соискание учёной степени кандидата филологических наук. Ленинградское отделение института языкознания АН СССР. Москва, 1984. Рукопись.
15. Гетерогенный характер фонетических закономерностей ваханского языка. В кн.: Вопросы памирской филологии. Вып. 3. Душанбе, 1985.
16. Ваханская авторская поэзия. В кн.: Вопросы памирской филологии. Вып. 3. Душанбе, 1985.
17. Становление системы ваханского глагола на трёх стадиях языкового развития. В кн.: Вопросы языкознания. № 1. Москва, 1985.
18. На перекрёстке истории: Памир. В журн.: Азия и Африка сегодня 9/97. Москва: Московская типография № 2 РАН, 1997.
19. Рудименты язычества в топонимии Вахана. В кн.: Исследования по иранской филологии. Москва: Издательский центр ИСАА при МГУ, 1999.
20. Ваханский язык (совместно с Т. Н. Пахалиной). В кн.: Языки мира. Иранские языки. III. Восточноиранские языки. Москва: Индрик, 2000.
21. К истории современного таджикского языка и его преподавания в России. В кн.: Изучение персидского языка в России: возможности и потребности. Международный семинар иранистов. Москва: «Гуманитарий» Академии гуманитарных исследований, 2000.
22. Luqo Inǰil. Луқо Инҷил. Евангелие от Луки. Перевод на ваханский язык (указание на переводчика в публикации отсутствует). Москва: Институт перевода Библии, 2001.
23. Касыды, мадхия и мунаджаты, посвящённые Имаму Али, и их место в духовной жизни народов Памира. В кн.: «Имам Али и духовное возрождение» (материалы международной конференции). Российская государственная библиотека. Москва, 19-20 марта 2001. Москва: «Гуманитарий» Академии гуманитарных исследований, 2001.
24. К этнолингвистической истории ираноязычных народов Памира и Восточного Гиндукуша. В кн.: Памирская экспедиция (статьи и материалы полевых исследований). Санкт-Петербург, 2006.
25. К проблеме реконструкции системы старованджского вокализма. В кн.: Памяти В. С. Расторгуевой (сборник статей). Москва: Издательский дом Ключ-С, 2007.
26. Старованджский язык (vanjivor). В кн.: Основы иранского языкознания. Среднеиранские и новоиранские языки. 7. Москва: Издательство «Восточная литература» РАН, 2008.
27. Рудаки и «Шашмакам». В кн.: Фишурдаи суханрониҳои Сим¬позиуми байналмилалии «Рӯдакӣ ва фарҳанги ҷаҳон». Душанбе, 6-7 сентября 2008. Душанбе: Дониш, 2008.
28. Ақидаҳои қадимии мардум доир ба ҷирмҳои осмонӣ ва дигар ҳодисаҳои коинот (Небеса и светила в народном представле¬нии). Москва, 2008. Рукопись.
29. Функционирование памирских языков в условиях миграции (предварительные исследования в полевых условиях). В кн.: III Международная конференция по полевой лингвистике (тезисы и материалы). Москва: Тезаурус, 2009.
30. Мультилингвизм малых народов Памира. В кн.: XVI Международный симпозиум по психолингвистике и теории коммуникации «Психолингвистика в XXI веке: результаты, проблемы, перспективы». Москва, 15-17 июня 2009. Москва: Эйдос, 2009.
31. Влияние социально-политических факторов на развитие языка и культуры ваханцев. В кн.: V Международная научная конференция «Язык, культура, общество» (тезисы докладов). Москва, 24-27 сентября 2009. Москва: Тамбовская типография «Пролетарский светоч», 2009.
32. Влияние исторических миграционных и глобализационных процессов на судьбу памирских языков и малых народов Памира. В кн.: Endangered languages and history. Забонҳоӣ таҳти таҳдид ва таърих. September, 2009. Душанбе: Дониш, 2009.
33. Становление языка и стиля таджикского текста эпистолярного жанра в советский и постсоветский периоды. В кн.: «Текст и язык в переходные эпохи» (материалы Круглого стола). 26 октября 2010. Москва: Тезаурус, 2010.
34. Влияние этнопсихологических факторов на исход работы в полевых условиях. В кн.: Лексика, этимология и языковые контакты. К юбилею доктора филологических наук профессора Джой Иосифовны Эдельман. Москва: Тезаурус, 2011.
35. Процесс вытеснения ваханского языка при сохранении этнического самосознания у ваханцев Китайского Синьцзяна. В кн.: VI Международная научная конференция «Язык, культура, общество» (тезисы докладов). Москва, 22-25 сентября 2011. Москва, 2011.
36. Русско-таджикский разговорник. Москва: Говорун, 2011.
37. Словотерапия: практика лечения психических больных сакральным текстом. В кн.: «Жизнь языка в культуре и социуме» — 3 (материалы международной научной конференции). 20-21 апреля 2012. Москва: Эйдос, 2012.
38. Практика изгнания джинов чтением Корана. В кн.: Религиозная жизнь народов Центральной Евразии. Москва: Участок оперативной полиграфии Института этнологии и антропологии РАН, 2012.
39. Памирские языки и народы Памира. Онлайн-презентация. Москва, 2012.
40. The East is a subtle matter: Ethno-psychological factors and the outcomes of fieldwork. Москва, 2012. Рукопись.
41. В поисках памирцев Китая. Онлайн-презентация. Москва, 2013.
42. Изучение ваханских общин в условиях языкового сдвига: социолингвистическая ситуация в Синьцзяне (КНР) и Северных провинциях Пакистана. В кн.: Вестник Российского гуманитарного научного фонда. Москва: ООО «Тверская городская типография», 2013.
43. Сюжетные линии ваханских текстов траурно-поминального характера. В кн.: Конференция «Язык и литература в контексте современной динамики». Москва, 2013.
44. Проект народного алфавита для памирских языков. Институт Языкознания РАН. Москва, 2013. Рукопись.
45. Топонимика Вахана. Москва, 2013. Рукопись.
46. Изучение памирских языков в России и Таджикистане. В кн.: Русские учёные об исмаилизме. Санкт-Петербург: Нестор-История, 2014.
47. Рефлексы древнеиранского *gatu- / *gaθu- ‘место, время’ в памирских языках и некоторых таджикских говорах. В кн.: Письменные памятники Востока. 1(20). Москва: ФГУП "Издательство «Наука», 2014.
48. Памирские языки. Ваханский язык. В кн.: Большая российская энциклопедия. Том 25. Москва, 2014.
49. Становление языка и стиля таджикского текста эпистолярного жанра в советский и постсоветский период. В кн.: Текст и языковые процессы в переломные эпохи. От древности до Нового времени. Москва: Буки Веди, 2014.
50. Памироязычные общины Китая. В кн.: Забон — рукни тоат. Китоби ҳафтум. Душанбе: Пойтахт, 2015.
51. Сдвиги в этническом самосознании детей мигрантов, представителей малых народов Памира, живущих в РФ. В кн.: К 100-летнему юбилею Веры Сергеевны Расторгуевой. Иранский сборник. Москва: Языки народов мира, 2016.